# Eupnigodes
Eupnigodes is een geslacht van rechtvleugeligen uit de familie veldsprinkhanen (Acrididae). De wetenschappelijke naam van dit geslacht is voor het eerst geldig gepubliceerd in 1897 door McNeill.

## Soorten
Het geslacht Eupnigodes omvat de volgende soorten:
- Eupnigodes megocephala McNeill, 1897
- Eupnigodes sierranus Rehn & Hebard, 1909